# Guldkroksvallen
Guldkroksvallen är en idrottsplats i Hjo i Hjo kommun i Skaraborg i Västergötland. År 1925 förvärvade IFK Hjo ett större område i södra delen av orten, som 1926 utökades genom gåva från Hjo stad. I området anlades 1931 en fotbollsplan, som sedermera utvecklades och 1935 kunde Skaraborgs läns landshövding inviga Guldkroksvallen. Fem år efter invigningen kunde en träläktare med fem träbänkar tas i bruk. Träbänkarna går i gult och vitt, likt omgivande byggnation. Entrén består av en gul träbyggnad.

### Fotnoter
1. ↑  https://www.nordicstadiums.com/guldkroksvallen/
2. ↑  https://www.laget.se/IFKHjo/About